# Tania Torrens
Pour les articles homonymes, voir Torrens.
Tania Torrens, née le 21 avril 1945 à Paris 14e, et morte le 12 décembre 2024 à Villiers-sur-Marne, est une actrice française, ex-sociétaire de la Comédie-Française.

## Biographie
Tania Torrens est la fille des comédiens Jacques Torrens et Nathalie Nattier et la demi-sœur de la comédienne, chanteuse et musicienne Barbara Willar.

### Carrière au théâtre
Tania Torrens intègre la Compagnie Renaud-Barrault à sa sortie du Conservatoire national supérieur d'art dramatique (Promotion 1965, classe de Fernand Ledoux). Elle y joue dans Numance, mis en scène par Jean-Louis Barrault et dans Les Paravents de Jean Genet, mis en scène par Roger Blin.
En 1967, elle entre à la Comédie-Française, dont elle est sociétaire de 1976 à 1987. Elle y joue notamment Le Cid et Andromaque mis en scène par Paul-Émile Deiber, Le Carrosse du Saint-Sacrement mis en scène par Michel Etcheverry, Le Songe mis en scène par Raymond Rouleau, Nicomède mis en scène par François Chaumette, Cœur à deux mis en scène par Jean-Pierre Miquel, Iphigénie mis en scène par Jacques Destoop, L'Île des esclaves mis en scène par Simon Eine, L'Idiot mis en scène par Michel Vitold, La Sonate des spectres mis en scène par Henri Ronse, Le Mariage de Figaro mis en scène par Jacques Rosner, Meurtre dans la cathédrale mis en scène par Terry Hands, Le roi se meurt et Polyeucte mis en scène par Jorge Lavelli, Andromaque, Les Trois Sœurs et La Dame de chez Maxim mis en scène par Jean-Paul Roussillon, La Double Inconstance mis en scène par Jean-Luc Boutté, Victor ou les Enfants au pouvoir mis en scène par Jean Bouchaud, Les Estivants mis en scène par Jacques Lassalle, La Tragédie de Macbeth et Le Misanthrope mis en scène par Jean-Pierre Vincent, Turcaret mis en scène par Yves Gasc, mais c'est surtout avec À Memphis il y a un homme d'une force prodigieuse de Jean Audureau que son exceptionnelle nature tragique va s'exprimer pleinement. L'auteur en fera, à l'instar de Denise Gence, l'une de ses muses.
Elle le retrouve d'ailleurs en 1993 pour la création du rôle-titre de Katherine Barker dans une mise en scène de Jean-Louis Thamin. À partir de 1995, elle travaille avec Jeanne Champagne pour sa trilogie Jules Vallès ainsi que Le Regard voilé ou Sous le regard de Clérambault et L'Événement. En 2006, avec la Comédie-Française, elle crée le rôle (écrit pour elle) par Jean Audureau dont c'est l'œuvre ultime. Il s'agit d'Agnès Marine dans L'Elégant profil d'une Bugatti sous la lune, mis en scène par Serge Tranvouez.

### Autres activités
Tania Torrens a pris part à de nombreux doublages de film, étant la voix française de Sigourney Weaver dans la majorité de ses apparitions.

### Mort
Tania Torrens meurt le 12 décembre 2024 à Villiers-sur-Marne des suites d'une longue maladie, à l'âge de 79 ans,. Elle est inhumée au cimetière russe de Sainte-Geneviève-des-Bois.

## Filmographie
- 1968 : Benjamin ou les Mémoires d'un puceau de Michel Deville : Mme de Chartres
- 1968 : Phèdre : Aricie
- 1968 : Le Bourgeois gentilhomme (TV) : Dorimène
- 1976 : L'Argent de poche de François Truffaut : Nadine Riffle (la coiffeuse)
- 1977 : Oh Archibald (TV) : Nancy
- 1978 : Le roi se meurt (TV) : la reine Marie
- 1988 : Prisonnières : la surveillante
- 1992 : L'Amant de Jean-Jacques Annaud : la principale
- 2002 : Laissez-passer de Bertrand Tavernier : Marraine
- 2008 : Rapt de Lucas Belvaux

## Théâtre
- 1964 : Machin-Chouette de Marcel Achard, mise en scène Jean Meyer, Théâtre Antoine
- 1965 : Numance de Cervantes, mise en scène Jean-Louis Barrault, Odéon-Théâtre de France
- 1966 : Les Paravents de Jean Genet, mise en scène Roger Blin, Odéon-Théâtre de France
- 1966 : Lady Jane de Jean Mogin, mise en scène Raymond Hermantier, Nouveau Théâtre Libre
- 1969 : Les Italiens à Paris de Charles Charras et André Gille d'après Évariste Gherardi, mise en scène Jean Le Poulain, Comédie-Française
- 1970 : Cyrano de Bergerac d'Edmond Rostand, mise en scène Jean Deschamps, Festival de la Cité Carcassonne
- 1970 : La guerre de Troie n'aura pas lieu de Jean Giraudoux, mise en scène Yves Kerboul, théâtre du Midi Festival de la Cité Carcassonne
- 1970 : Le Songe d'August Strindberg, mise en scène Raymond Rouleau, Comédie-Française
- 1971 : Nicomède de Corneille, mise en scène François Chaumette, Comédie-Française
- 1973 : L'Impromptu de Versailles de Molière, mise en scène Pierre Dux, Comédie-Française
- 1973 : Athalie de Racine, mise en scène Maurice Escande, Comédie-Française
- 1973 : L'Île des esclaves de Marivaux, mise en scène Simon Eine, Comédie-Française au Théâtre des Champs-Élysées
- 1974 : Andromaque Actes I & II de Racine, mise en scène Jean-Paul Roussillon, Comédie-Française au Petit Odéon
- 1974 : Iphigénie en Aulide de Racine, mise en scène Jacques Destoop, Comédie-Française
- 1975 : L'Idiot de Fiodor Dostoïevski, mise en scène Michel Vitold, Comédie-Française au Théâtre Marigny
- 1975 : La Sonate des spectres d'August Strindberg, mise en scène Henri Ronse, Comédie-Française au Théâtre national de l'Odéon
- 1976 : Hommage à Jean Cocteau, conception André Fraigneau, Comédie-Française
- 1976 : Cyrano de Bergerac d'Edmond Rostand, mise en scène Jean-Paul Roussillon, Comédie-Française
- 1976 : Le roi se meurt d'Eugène Ionesco, mise en scène Jorge Lavelli, Comédie-Française au Théâtre national de l'Odéon
- 1977 : Le Mariage de Figaro de Beaumarchais, mise en scène Jacques Rosner, Comédie-Française
- 1979 : Les Trois Sœurs d'Anton Tchekhov, mise en scène Jean-Paul Roussillon, Comédie-Française au Théâtre national de l'Odéon
- 1980 : La Double Inconstance de Marivaux, mise en scène Jean-Luc Boutté, Comédie-Française au Festival d'Avignon
- 1980 : Le roi se meurt d'Eugène Ionesco, mise en scène Jorge Lavelli, Comédie-Française au Théâtre national de l'Odéon
- 1981 : La Dame de chez Maxim de Georges Feydeau, mise en scène Jean-Paul Roussillon, Comédie-Française
- 1981 : À Memphis, il y a un homme d’une force prodigieuse de Jean Audureau, mise en scène Henri Ronse, Comédie-Française au Théâtre national de l'Odéon
- 1983 : Victor ou les Enfants au pouvoir de Roger Vitrac, mise en scène Jean Bouchaud, Comédie-Française au Théâtre national de l'Odéon
- 1983 : Entre la raison et le désir... Trois tragédies de Racine, mise en scène Anne Delbée, Festival d'Avignon
- 1985 : La Tragédie de Macbeth de William Shakespeare, mise en scène Jean-Pierre Vincent, Comédie-Française au Festival d'Avignon
- 1985 : Le Misanthrope de Molière, mise en scène Jean-Pierre Vincent, Comédie-Française
- 1987 : Turcaret de Le Sage, mise en scène Yves Gasc, Comédie-Française
- 1987 : Polyeucte de Corneille, mise en scène Jorge Lavelli, Comédie-Française
- 1993 : Katherine Barker de Jean Audureau, mise en scène Jean-Louis Thamin, Festival de théâtre de Blaye et de l'Estuaire
- 1994 : Célimare le bien-aimé d'Eugène Labiche, mise en scène Jean-Louis Thamin, CADO, Théâtre de Bourg-en-Bresse, théâtre du Port de la lune
- 1995 : Le Bachelier d'après Jules Vallès, mise en scène Jeanne Champagne
- 1995 : L'Insurgé d'après Jules Vallès, mise en scène Jeanne Champagne
- 1996 : L'Enfant d'après Jules Vallès, mise en scène Jeanne Champagne
- 2001 : L'Événement d'Annie Ernaux, mise en scène Jeanne Champagne
- 2004 : George Sand à l'Assemblée Nationale, lecture-spectacle, mise en scène Jeanne Champagne
- 2006 : L'Elégant profil d'une Bugatti sous la lune de Jean Audureau, mise en scène Serge Tranvouez, théâtre du Vieux-Colombier
- 2007 : Des traces d'absence sur le chemin de Françoise du Chaxel, mise en scène Sylvie Ollivier
- 2009 : Écrire de Marguerite Duras, mise en scène Jeanne Champagne, L'Équinoxe Châteauroux
- 2010 : L'Éden Cinéma de Marguerite Duras, mise en scène Jeanne Champagne, L'Équinoxe Châteauroux
- 2011 : Écrire de Marguerite Duras, mise en scène Jeanne Champagne, théâtre de l'Atalante
- 2012 : Loin de Corpus Christi de Christophe Pellet, mise en scène Jacques Lassalle, théâtre de la Ville (aux Abbesses)
- 2013 : L'Eden cinéma Marguerite Duras, mise en scène Jeanne Champagne, théâtre de la Tempête
- 2017 : La Nostalgie des blattes écrite et mise en scène par Pierre Notte, théâtre du Rond-Point

## Doublage

### Cinéma

#### Films
- Sigourney Weaver dans :
  - Alien - Le huitième passager (1979) : Lt. Ellen L. Ripley
  - Aliens, le retour (1986) : Lt. Ellen L. Ripley
  - Gorilles dans la brume (1988) : Dian Fossey
  - Alien³ (1992) : Lt. Ellen L. Ripley
  - 1492 : Christophe Colomb (1992) : La Reine Isabella[5]
  - Jeffrey (1995) : Debra Moorhouse
  - Alien, la résurrection (1997) : le huitième clone d'Ellen L. Ripley
  - Galaxy Quest (1999) : Gwen DeMarco, alias Lt. Tawny Madison
  - Une carte du monde (1999) : Alice Goodwin
  - Company Man (2000) : Daisy Quimp
  - Beautés empoisonnées (2001) : Max Conners
  - Séduction en mode mineur (2002) : Eve Grubman
  - La Morsure du lézard (2003) : la directrice
  - Le Village (2004) : Alice Hunt
  - Snow Cake (2007) : Linda Freeman
  - La Fille dans le parc (2007) : Julia
  - Angles d'attaque (2008) : Rex Brooks
  - Baby Mama (2008) : Chaffee Bicknell
  - Paul (2010) : Le « Grand Manitou »
  - Sans issue (2012) : Carrick
  - Chappie (2015) : Michelle Bradley
  - Revenger (2016) : Dr Rachel Kay
- Candice Bergen dans :
  - Oliver's Story (1978) : Marcie Bonwit
  - Le Justicier de Miami (1985) : Kyle
- Fiona Shaw dans :
  - Aux sources du Nil (1990) : Isabel Arundell-Burton
  - Chapeau melon et bottes de cuir (1998) : « Grand-père »
- Joan Allen dans :
  - N'oublie jamais (2004) : Anne Hamilton
  - Les Bienfaits de la colère (2005) : Terry Wolfmeyer
- Lena Olin dans : 
  - Casanova (2005) : Andrea
  - Remember Me (2010) : Diane Hirsch
- Judi Dench dans : 
  - Nine (2009) : Liliane LaFleur
  - Indian Palace : Suite royale (2015) : Evelyn Greenslade[6]
- 1971 : La Loi du milieu : Glenda (Geraldine Moffat)
- 1973 : Les Dix Derniers Jours d'Hitler : Hanna Reitsch (Diane Cilento)
- 1978 : Un mariage : Flo Farmer (Lauren Hutton)
- 1980 : Stardust Memories : une fervente des ovnis[Qui ?]
- 1982 : Meurtre au soleil : Arlena Stuart Marshall (Diana Rigg)
- 1988 : Qui veut la peau de Roger Rabbit : Jessica Rabbit (Kathleen Turner)
- 1989 : M.A.L., mutant aquatique en liberté : Dr Diane Norris (Cindy Pickett)
- 1993 : Arizona Dream : Elaine Stalker (Faye Dunaway)
- 1993 : Nuits blanches à Seattle : Barbara Reed (Le Clanché du Rand)
- 1993 : L'Incroyable Voyage : Kate (Jean Smart)
- 1996 : Star Trek : Premier Contact : la reine Borg (Alice Krige)
- 1998 : Velvet Goldmine : Narratrice (Janet McTeer)
- 2001 : Les Vampires du désert : Ina Hamm (Carrie Snodgress)
- 2001 : Terre Neuve : Wavey Prowse (Julianne Moore)
- 2001 : Donnie Darko : Rose Darko (Mary McDonnell)
- 2002 : Monsieur Schmidt : Vicky Rusk (Connie Ray)
- 2003 : Cypher : Amy Sullivan (Kristina Nicoll)
- 2005 : Le Monde de Narnia : Le Lion, la Sorcière blanche et l'Armoire magique : Madame McCreedy (Elizabeth Hawthorne)
- 2010 : Alice au pays des merveilles : Lady Ascot (Geraldine James)
- 2015 : Youth : Brenda Morel (Jane Fonda)
- 2016 : The Boy : Mme Joanna Heelshire (Diana Hardcastle)
- 2016 : Le Bon Gros Géant : la reine Élisabeth II (Penelope Wilton)

#### Films d'animation
- 1978 : Le Seigneur des anneaux : Galadriel
- 1995 : Ghost in the Shell : Major Motoko Kusanagi
- 2003 : Shrek 2 : la reine Lillian
- 2007 : Shrek le troisième : la reine Lillian
- 2010 : Shrek 4 : Il était une fin : la reine Lillian

### Télévision

#### Téléfilms
- 1971 : La Dernière Chance : Shelley Drumm (Barbara Babcock)
- 1975 : La Nuit qui terrifia l'Amérique : Ann Muldoon (Eileen Brennan)
- 1994 : Droit à l'absence : Elisa (Blythe Danner)
- 1995 : Face au silence : Keren Billingsley (Faye Dunaway)
- 2009 : Bobby, seul contre tous : Mary Griffith (Sigourney Weaver)
- 2015 : Un amour de tortue : Mme Silver (Judi Dench)

#### Séries télévisées
- 1976 : Moi Claude empereur : Livilla (Patricia Quinn)
- 1994 à 2004 : Friends : Judy Geller (Christina Pickles)
- 1996 : Les Feux de l'amour : Dina Mergeron (Marla Adams)
- 1999 à 2002 : Associées pour la loi : Randi King (Dixie Carter)
- 2001 : Star Trek: Voyager : la reine Borg (Alice Krige)
- 2001 à 2005 : Alias : Irina Derevko/Laura Bristow (Lena Olin)
- 2003 à 2005 : Un, dos, tres : Carmen Arranz (Lola Herrera)
- 2008 : Dr House : Patty Michener (Jamie Rose)

#### Séries télévisées d'animation
- 1988 : Molierissimo : Madeleine Béjart
- 1996 : You're Under Arrest : Scooter Mama

### Fictions audio
- Alien : La sortie des profondeurs de Tim Lebbon, (Audiolib, mars 2017) : lieutenant Ellen L. Ripley
- Alien : Le fleuve des souffrances de Christopher Golden et Dirk Maggs, (Audiolib, mars 2018) : lieutenant Ellen L. Ripley